# اندیس آنومالی محمدآباد
آنومالی محمدآباد یک اندیس فلزی است که در حوالی شهر فرومد استان خراسان قرار دارد و مادهٔ معدنی موجود در آن، طلا است.سنگ میزبان این اندیس پریدوتیت، ریوداسیت، دیاباز است  